# 1929 у літературі

## Нагороди
- Нобелівську премію з літератури отримав німецький письменник Томас Манн.

## Народились
- 7 березня — Грегор Дофмейстер, німецький письменник.
- 1 травня — Біргітта Гедін, шведський прозаїк, перекладач, поетеса.
- 10 травня — Антонін Має, канадська акадійська письменниця.
- 27 травня — Іваничук Роман Іванович, український письменник, громадський діяч (помер у 2016).
- 25 червня — Ерік Карл, американський письменник, дизайнер та ілюстратор дитячих книг.
- 16 липня — Шері С. Теппер, американська письменниця у жанрі фантастики (померла у 2016).
- 28 липня або 29 липня — Ремко Камперт, нідерландський письменник, поет і колумніст.
- 25 серпня — Домінік Фернандес, французький письменник.

## Померли
- 22 листопада — Гуннар Гейберг, норвезький поет, драматург, журналіст і театральний критик.

## Нові книжки
- Ернест Хемінгуей — «Прощавай, зброє!»
- Вільям Фолкнер — «Галас і шаленство»
- Альфред Деблін — «Берлін Александерплац»